# Villanueva del Grillo
Villanueva del Grillo es un despoblado español del municipio de Valle de Tobalina, perteneciente a la provincia de Burgos, en la comunidad autónoma de Castilla y León.

## Historia
Hacia finales del siglo XIX, el lugar, por entonces perteneciente al ayuntamiento de Merindad de Cuesta-Urria, tenía contabilizada una población de alrededor de noventa habitantes. Aparece descrito en el undécimo volumen del Diccionario geográfico, estadístico, histórico, biográfico, postal, municipal, marítimo y eclesiástico de España y sus posesiones de ultramar de Pablo Riera y Sans con las siguientes palabras:

VILLANUEVA DEL GRILLO.—V. agreg. al ayunt. de Merindad de Cuesta-Urria, cuya casa consistorial está en la v. de Nofuentes, otra de las que forman este ayunt. y de la que dista la localidad que describimos 19'4 k. Cuenta sobre unos 90 hab. y 40 edif., de los que 18 están inhabitados.—Org. civ. Corresponde á la prov. de Búrgos y contribuye, con su ayunt., para las elecciones de diputados provinciales y las de Córtes.—Org. mil. C. G. y G. M. de Búrgos.—Org. ecle. Pertenece á la dióc. de Búrgos, al arciprestazgo de Tobalina y tiene una iglesia parroquial, dedicada á San Martin, obispo, cuyo curato es rural de 2.ª.—Org. jud. Corresponde al part. jud. de Villarcayo y á las aud. de lo criminal y territ. de Búrgos.—Org. econ. Para el pago de sus impuestos depende de la Delegacion de Hacienda de su prov.—S. púb. Recibe y expide la corr. por la A. de Madrid á Irun, estacion de Bribiesca, pt. de Trespaderne y car. de Frías.—Ob. púb. y med. de com. Para sus transportes y relaciones se sirve de los caminos que cruzan su tér. municipal.—Ins. púb. El municipio sostiene una escuela de temporada.—Art., of., ind. La única ind. de este agreg. es la agrícola.—Pob. Nada de notable ofrecen los edif. que la constituyen.—Sit. geog. y top. (Véase el artículo de su ayunt.).
(Riera y Sans, 1887, p. 490)

En la actualidad, el despoblado forma parte del municipio de Valle de Tobalina.